# Саат, Мари
Ма́ри Са́ат (эст. Mari Saat; 27 сентября 1947, Таллин) — эстонская писательница. Лауреат национальной литературной премии имени Фридеберта Тугласа (1974, 1986).

## Биография
Родилась в семье академика Иоосепа Саата (1900—1977), главного редактора газеты «Rahva Hääl» («Голос народа»), органа Компартии Эстонии, позже, директора — Института истории Компартии Эстонии.
В 1966—1973 обучалась на экономическом факультете Таллинского политехнического института.
Ныне доктор экономических наук Таллинского технического университета. Читает курс лекций «Этика бизнеса».
Состоит в браке с Раулем Меэлом, известным художником-авангардистом.

## Творчество
Дебютировала как писатель, ещё будучи студенткой, в 1970 году. Пишет о напряжённости бытия и небытия, экзистенциальных мыслях и смерти, об изучении сознания. Её фантастические сочинения отражают человеческий способ восприятия вещей и мира.
Главное внимание произведений Саат сконцентрировано на описании и анализе межчеловеческих контактов, её герои — обычные люди, которые пытаются организовать свои отношения с другими: родителями, детьми, родственниками или друзьями.
Автор психологической прозы, романов, повестей и рассказов. Из-под её пера вышли семь романов и сборник новелл, а также одна детская книга. Несколько книг писательницы посвящены представителям русских в Эстонии.
Её проза завоевала ряд престижных литературных премий и была переведена на несколько языков.

## Избранные произведения
- 1973 — Katastroof (рассказ)
- 1975 — Roosipuupungad (сборник рассказов)
- 1978 — Mida teha emaga? (сборник рассказов)
- 1980 — Laanepüü (повесть)
- 1985 — Õun valguses ja varjus (сборник рассказов)
- 1990 — Võlu ja vaim (повесть)
- 2008 — Lasnamäe lunastaja (повесть)

### Переводные издания на русском языке
- 1978 — Пещера
- 1980 — Катастрофа
- 1980— Лесная перепёлка
- 1989 — Король туманной горы
- 2010— Ласнамяэский мессия